# Lijst van voetbalinterlands Bahama's - Dominica
Deze lijst van voetbalinterlands is een overzicht van alle officiële voetbalwedstrijden tussen de nationale teams van de Bahama's en Dominica. De landen speelden tot op heden drie keer tegen elkaar. De eerste ontmoeting, een kwalificatiewedstrijd voor het Wereldkampioenschap voetbal 2006, werd gespeeld in Nassau op 26 maart 2004. Het laatste duel, een kwalificatiewedstrijd voor de CONCACAF Nations League 2019/20, vond plaats op 23 maart 2019 in Roseau.

## Wedstrijden
| № | Plaats | Datum         | Competitie                                   | Wedstrijd           | Uitslag |
| - | ------ | ------------- | -------------------------------------------- | ------------------- | ------- |
| 1 | Nassau | 26 maart 2004 | WK 2006 kwalificatie                         | Dominica – Bahama's | 1 – 1   |
| 2 | Nassau | 28 maart 2004 | WK 2006 kwalificatie                         | Bahama's – Dominica | 1 – 3   |
| 3 | Roseau | 23 maart 2019 | CONCACAF Nations League 2019/20 kwalificatie | Dominica − Bahama's | 4 − 0   |

## Samenvatting
| Competitie                           | Totaal gespeeld | Winst Bahama's | Gelijk | Winst Dominica | Doelsaldo Bahama's – Dominica |
| ------------------------------------ | --------------- | -------------- | ------ | -------------- | ----------------------------- |
| WK-kwalificatie                      | 2               | 0              | 1      | 1              | 2 − 4                         |
| CONCACAF Nations League-kwalificatie | 1               | 0              | 0      | 1              | 0 − 4                         |
| Totaal                               | 3               | 0              | 1      | 2              | 2 − 8                         |

Wedstrijden bepaald door strafschoppen worden, in lijn met de FIFA, als een gelijkspel gerekend.
BFA · A-internationals · Bondscoaches · Statistieken · Bahamaans vrouwenelftal
1970 – 1979 ·
1980 – 1989 ·
1990 – 1999 ·
2000 – 2009 ·
2010 – 2019 ·
2020 − 2029
1970 · 
1971 · 
1972 · 
1973 · 
1974 · 
1975 · 
1976 · 
1977 · 
1978 · 
1979 · 
1980 · 
1981 · 
1982 · 
1983 · 
1984 · 
1985 · 
1986 · 
1987 · 
1988 · 
1989 · 
1990 · 
1991 · 
1992 · 
1993 · 
1994 · 
1995 · 
1996 · 
1997 · 
1998 · 
1999 · 
2000 · 
2001 · 
2002 · 
2003 · 
2004 · 
2005 · 
2006 · 
2007 · 
2008 · 
2009 · 
2010 · 
2011 · 
2012 · 
2013 ·
2014 · 
2015 ·
2016 ·
2017
2018 ·
2019 ·
2020 ·
2021 ·
2022 ·
2023 ·
2024
Amerikaanse Maagdeneilanden ·
Anguilla ·
Antigua en Barbuda ·
Barbados ·
Belize ·
Bermuda ·
Bonaire ·
Britse Maagdeneilanden ·
Cuba ·
Dominica ·
Dominicaanse Republiek ·
Guyana ·
Haïti ·
Jamaica ·
Kaaimaneilanden ·
Nederlandse Antillen ·
Nicaragua ·
Panama ·
Puerto Rico ·
Saint Kitts en Nevis ·
Saint Vincent en de Grenadines ·
Trinidad en Tobago ·
Turks- en Caicoseilanden ·
Venezuela
DFA · 
Vrouwenvoetbalelftal van Dominica
Interlands
Tegenstander:
Amerikaanse Maagdeneilanden ·
Anguilla ·
Antigua en Barbuda ·
Aruba ·
Bahama's ·
Barbados ·
Bermuda ·
Britse Maagdeneilanden ·
Canada ·
Cuba ·
Dominicaanse Republiek ·
Grenada ·
Guatemala ·
Guyana ·
Haïti ·
Jamaica ·
Mexico ·
Nicaragua ·
Panama ·
Saint Kitts en Nevis ·
Saint Lucia ·
Saint Vincent en de Grenadines ·
Suriname ·
Trinidad en Tobago ·
Turks- en Caicoseilanden